# John Rudolph Niernsee
John Rudolph Niernsee (Viena, 27 de mayo de 1814-Baltimore, 7 de junio de 1885) fue un arquitecto estadounidense. Se desempeñó como arquitecto principal del Ferrocarril de Baltimore y Ohio (B. & O.). Niernsee también contribuyó en gran medida al diseño y la construcción de la Casa del Estado de Carolina del Sur ubicada en la ciudad de Columbia, la capital de Carolina del Sur, y el Hospital Johns Hopkins de Baltimore. Junto con su socio, James Crawford Neilson, estableció el estándar para el diseño y la construcción profesional de proyectos de obras públicas en Baltimore y en diferentes estados de Estados Unidos. Muchas de sus obras están incluidas en el Registro Nacional de Lugares Históricos (NRHP)

## Vida
Nació como Johann Rudolph Niernsee en Viena, ciudad capital del antiguo Imperio Austriaco y emigró a los Estados Unidos en 1837, a los 22 años.
Fue aprendiz de Benjamin Henry Latrobe, II, ingeniero y gerente de B. & O. y otros ferrocarriles (e hijo de otro conocido arquitecto, su padre Benjamin Henry Latrobe, 1764–1820). En 1847, con James Crawford Neilson, formó el estudio de arquitectura Niernsee & Neilson que sirvió en gran parte al Ferrocarril de Baltimore y Ohio (B. & O.).
Se le atribuye haber sido el mentor de Ephraim Francis Baldwin, otro conocido arquitecto de Maryland y Baltimore (y formó la firma Baldwin & Pennington, igualmente famosa a nivel local, con Josias Pennington), quien también diseñó edificios y estaciones para el Ferrocarril B. & O.
Durante la Guerra de Secesión fue comandante del Ejército de los Estados Confederados.
Murió en 1885 y fue enterrado en la Iglesia de San Pedro en Columbia.

## Obras seleccionados

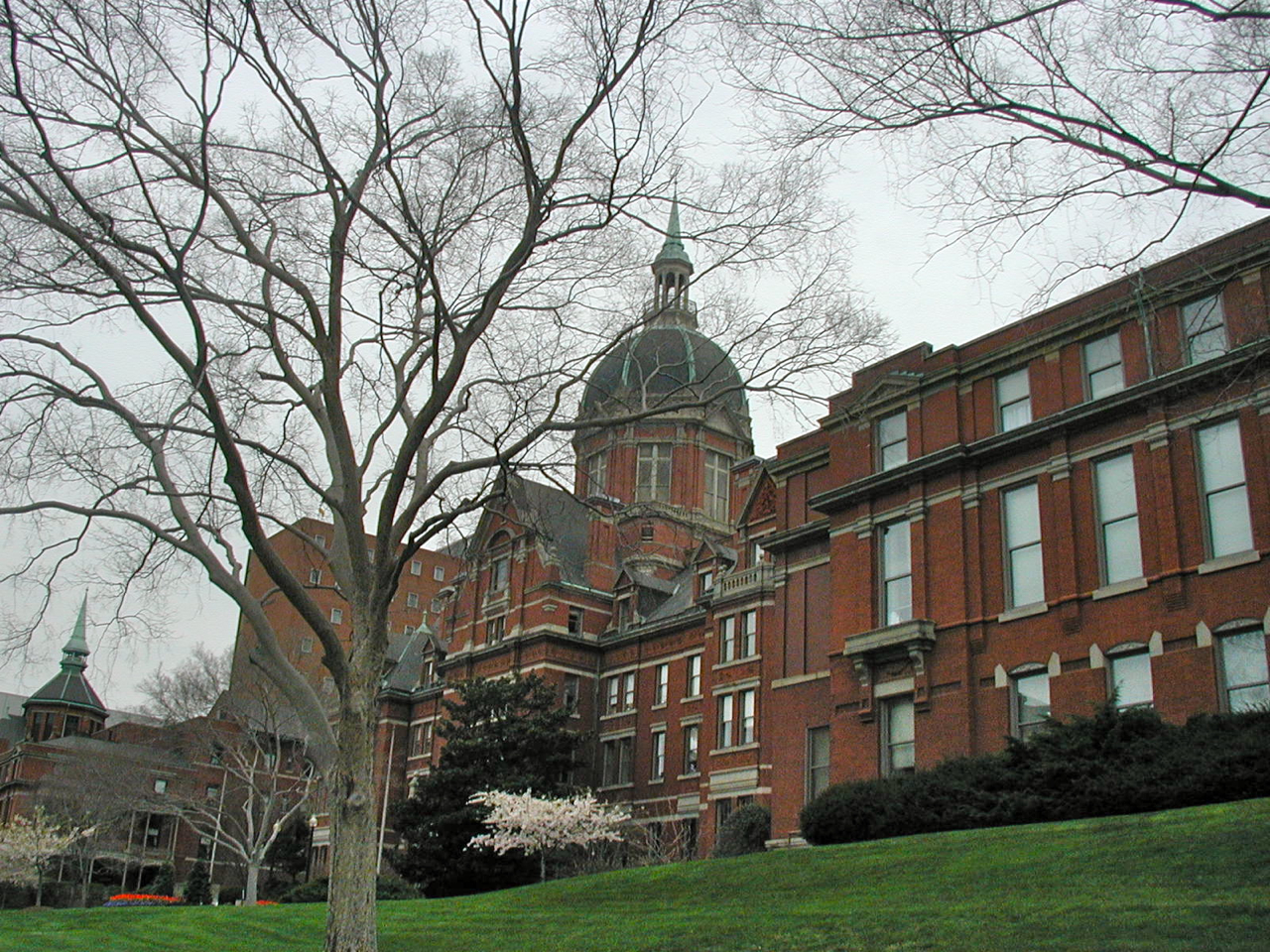
El Hospital Johns Hopkins, terminado 1889

Las obras de Niernsee o de la firma (con atribución) son:
- Iglesia Grace Episcopal (más tarde llamada Iglesia de San Pedro y Gracia) Park Avenue y West Monument Street, 1850–52 diseñado con Nielsen
- Catedral Episcopal Emmanuel en la calle Eager, 1857, diseñada con Nielsen
- Capilla en la Cima de la Colina del Green Mount Cemetery, en Greenmount Avenue, Baltimore, que diseñó con Nielsen, es una obra neogótica.
- El Hospital Johns Hopkins de Baltimore en 500 Broadway y el Johns Hopkins Colored Children Orphan Asylum.

- 1855-1856: la Iglesia San Juan Evangelista (por Niernsee & Neilson), Baltimore. Incluido en el NRHP en 1982.[4][5]
- 1855: la Iglesia de San Pablo, 102 North Union Street, Petersburg (Niernsee & Neilson), incluida en el NRHP.
- C. 1855, Villa Anneslie (mansión), 529 Dunkirk Road, Towson (Niernsee, John Rudolph), incluida en el NRHP.
- 1856-1865, estación Camden Street del ferrocarril de Baltimore y Ohio, 301 West Camden Street, Baltimore (Niernsee & Neilson)[6]
- 1868: Aigburth Vale (mansión) en Towson (por Niernsee & Neilson), incluida en el Registro Nacional de Lugares Históricos (NRHP) en 1999.[7]
- 1870: la Iglesia Presbiteriana de Churchville (torre del reloj de estilo italiano de Niernsee & Neilson), Churchville,ui inclda en el NRHP en 1986.[4]
- California. 1870: Clifton Mansion (renovación de la mansión anterior de Col. Henry Thompson ) para el nuevo propietario Johns Hopkins (1795-1873), en Clifton Park (por Niernsee & Neilson), incluida en el NRHP en 2007.[4]

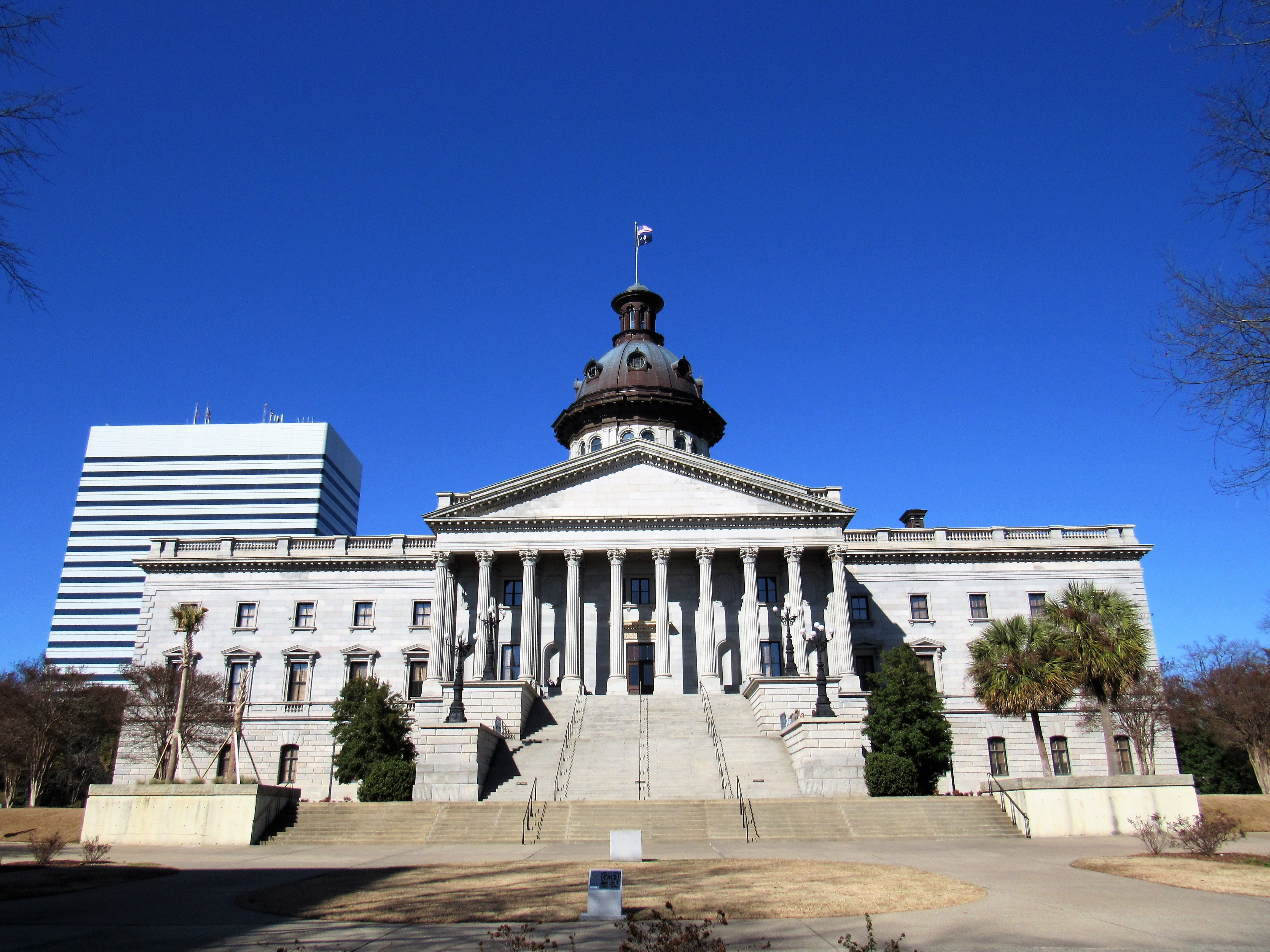
La Casa del Estado de Carolina del Sur, en Columbia

- Casa del Estado de Carolina del Sur de estilo neogriego, en Columbia, es otro Monumento Histórico Nacional que diseñó Niernsee, c. 1851, aunque se retrasó la implementación total.[4]
- Tiendas Martinsburg del ferrocarril de Baltimore y Ohio en Martinsburg, que diseñó con el ingeniero Albert Fink, fueron declaradas Monumento Histórico Nacional en 2003.[3]

### En orden no cronológico
- Iglesia de la Santísima Trinidad, 720 Telfair Street, Augusta (Niernsee, John Rudolph), incluida en el NRHP
- Iglesia de Santa María (1858) ubicada en el distrito histórico de Edgefield, ubicada a ambos lados de la U.S. Route 25 a través de la ciudad de Edgefield (Niernsee, John R.), incluida en el NRHP.
- Iglesia Emmanuel, U.S. Route 301, Port Conway. (Niernsee & Neilson), incluida en el NRHP.
- Evergreen House (mansión), 4545 North Charles Street, Baltimore, (para John Work Garrett & T. Harrison Garrett. (Niernsee & Nielson), incluida en el NRHP.
- Martin's Brandon Church, Virginia Highways 10 y 1201, Burrowsville. (Niernsee & Neilson), incluida en el NRHP.
- Iglesia Metodista Unida de Mount Vernon Place y Asbury House, 2–10 East Mount Vernon Place/East Monument Street (en North Charles Street/Washington Place-North), Baltimore, (Niernsee & Neilson), incluida en el NRHP.